# Jiří Skalák
Jiří Skalák (Pardubice, 12 maart 1992) is een Tsjechisch voetballer die doorgaans speelt als linksbuiten. In augustus 2023 verruilde hij Mladá Boleslav voor Dynamo České Budějovice. Skalák maakte in 2015 zijn debuut in het Tsjechisch voetbalelftal.

## Clubcarrière
Skalák speelde in de jeugd van Sparta Praag, waarvoor hij jaren speelde in het tweede elftal. In het eerste team van de Tsjechische topclub kwam hij maar mondjesmaat aan spelen toe en achtereenvolgens werd hij op huurbasis gestald bij Ružomberok, Slovácko en Zbrojovka Brno. In de zomer van 2014 werd de vleugelaanvaller voor de vierde maal verhuurd, aan Mladá Boleslav. In het seizoen 2014/15 kwam Skalák tot vierentwintig competitiewedstrijden waarin hij zesmaal doel wist te treffen. Na dit jaar nam de club hem definitief over. In de zes maanden die daarop volgden, scoorde hij opnieuw zes keer, maar nu uit zestien wedstrijden.
In januari 2016 nam het Engelse Brighton & Hove Albion hem over voor circa 1,7 miljoen euro. Bij Brighton zette Skalák zijn handtekening onder een verbintenis voor de duur van drieënhalf jaar. Met die club dwong hij in het seizoen 2016/17 promotie af naar de Premier League door als tweede te eindigen in de eindrangschikking. Op het hoogste niveau kwam de Tsjech niet verder dan drie bekerwedstrijden en medio 2018 nam Millwall hem over. In Londen tekende hij voor drie seizoenen.
In februari 2021 liet Millwall de Tsjechische voetballer transfervrij terugkeren naar zijn vaderland, waar hij opnieuw voor Mladá Boleslav ging voetballen. Medio 2023 verkaste Skalák naar Dynamo České Budějovice.

## Clubstatistieken
| Seizoen | Club                    | Competitie     | Competitie | Competitie | Beker | Beker | Internationaal | Internationaal | Totaal | Totaal |
| Seizoen | Club                    | Competitie     | Wed.       | Dlp.       | Wed.  | Dlp.  | Wed.           | Dlp.           | Wed.   | Dlp.   |
| ------- | ----------------------- | -------------- | ---------- | ---------- | ----- | ----- | -------------- | -------------- | ------ | ------ |
| 2010/11 | Sparta Praag            | Česká liga     | 0          | 0          | 0     | 0     | 0              | 0              | 0      | 0      |
| 2011/12 | → Ružomberok            | Fortuna Liga   | 27         | 3          | 0     | 0     | —              | —              | 27     | 3      |
| 2012/13 | Sparta Praag            | Česká liga     | 7          | 0          | 1     | 0     | 7              | 0              | 15     | 0      |
| 2012/13 | → Slovácko              | Česká liga     | 9          | 0          | 2     | 0     | —              | —              | 11     | 0      |
| 2013/14 | Sparta Praag            | Česká liga     | 3          | 0          | 0     | 0     | 1              | 0              | 4      | 0      |
| 2013/14 | → Zbrojovka Brno        | Česká liga     | 24         | 3          | 7     | 1     | —              | —              | 31     | 4      |
| 2014/15 | → Mladá Boleslav        | Česká liga     | 24         | 6          | 4     | 3     | 4              | 2              | 32     | 11     |
| 2015/16 | Mladá Boleslav          | Česká liga     | 16         | 6          | 2     | 1     | 1              | 0              | 19     | 7      |
| 2015/16 | Brighton & Hove Albion  | Championship   | 14         | 2          | 0     | 0     | —              | —              | 14     | 2      |
| 2016/17 | Brighton & Hove Albion  | Championship   | 31         | 0          | 2     | 0     | —              | —              | 33     | 0      |
| 2017/18 | Brighton & Hove Albion  | Premier League | 0          | 0          | 3     | 0     | —              | —              | 3      | 0      |
| 2018/19 | Millwall                | Championship   | 14         | 0          | 5     | 0     | —              | —              | 19     | 0      |
| 2019/20 | Millwall                | Championship   | 12         | 1          | 2     | 0     | —              | —              | 14     | 1      |
| 2020/21 | Millwall                | Championship   | 3          | 0          | 2     | 0     | —              | —              | 5      | 0      |
| 2020/21 | Mladá Boleslav          | Česká liga     | 16         | 0          | 2     | 0     | —              | —              | 18     | 0      |
| 2021/22 | Mladá Boleslav          | Česká liga     | 26         | 3          | 1     | 0     | —              | —              | 27     | 3      |
| 2022/23 | Mladá Boleslav          | Česká liga     | 21         | 1          | 1     | 0     | —              | —              | 22     | 1      |
| 2023/24 | Dynamo České Budějovice | Česká liga     | 22         | 1          | 3     | 0     | —              | —              | 25     | 1      |
| 2024/25 | Dynamo České Budějovice | Česká liga     | 11         | 0          | 0     | 0     | —              | —              | 11     | 0      |
| 2025/26 | Dynamo České Budějovice | Česká liga     | 1          | 0          | 0     | 0     | —              | —              | 1      | 0      |
| Totaal  | Totaal                  | Totaal         | 311        | 23         | 37    | 5     | 13             | 2              | 361    | 30     |

Bijgewerkt op 22 juli 2025.

## Interlandcarrière
Skalák maakte zijn debuut in het Tsjechisch voetbalelftal op 3 september 2015, toen met 2–1 gewonnen werd van Kazachstan. De buitenspeler mocht van bondscoach Pavel Vrba in de basis starten en hij werd in de rust gewisseld voor spits Milan Škoda. Op dat moment stond Kazachstan voor door een doelpunt van Joeri Logvinenko. Tsjechië zou de wedstrijd toch nog winnen door twee treffers van Škoda. De andere debutant dit duel was David Pavelka (Slovan Liberec). Met Tsjechië nam Skalák in juni 2016 deel aan het Europees kampioenschap voetbal 2016. Tsjechië werd in de groepsfase uitgeschakeld, nadat het in Groep D op de vierde plek eindigde achter Kroatië, Spanje en Turkije. Skalák kwam op het EK alleen tegen Kroatië (2–2) in actie. Hij mocht in de basis starten van Vrba en hij werd in de zevenenzestigste minuut gewisseld voor Josef Šural.
| Interlands van Jiří Skalák voor Tsjechië | Interlands van Jiří Skalák voor Tsjechië | Interlands van Jiří Skalák voor Tsjechië | Interlands van Jiří Skalák voor Tsjechië | Interlands van Jiří Skalák voor Tsjechië | Interlands van Jiří Skalák voor Tsjechië | Interlands van Jiří Skalák voor Tsjechië |
| №                                        | Datum                                    | Wedstrijd                                | Uitslag                                  | Competitie                               | Goals                                    |                                          |
| Als speler bij Mladá Boleslav            | Als speler bij Mladá Boleslav            | Als speler bij Mladá Boleslav            | Als speler bij Mladá Boleslav            | Als speler bij Mladá Boleslav            | Als speler bij Mladá Boleslav            | Als speler bij Mladá Boleslav            |
| ---------------------------------------- | ---------------------------------------- | ---------------------------------------- | ---------------------------------------- | ---------------------------------------- | ---------------------------------------- | ---------------------------------------- |
| 1                                        | 3 september 2015                         | Tsjechië – Kazachstan                    | 2 – 1                                    | EK 2016 kwalificatie                     |                                          |                                          |
| 2                                        | 10 oktober 2015                          | Tsjechië – Turkije                       | 0 – 0                                    | EK 2016 kwalificatie                     |                                          |                                          |
| 3                                        | 13 oktober 2015                          | Nederland – Tsjechië                     | 2 – 3                                    | EK 2016 kwalificatie                     |                                          |                                          |
| 4                                        | 13 november 2015                         | Tsjechië – Servië                        | 4 – 1                                    | Vriendschappelijk                        |                                          |                                          |
| 5                                        | 17 november 2015                         | Polen – Tsjechië                         | 3 – 1                                    | Vriendschappelijk                        |                                          |                                          |
| Als speler bij Brighton & Hove Albion    |                                          |                                          |                                          |                                          |                                          |                                          |
| 6                                        | 24 maart 2016                            | Tsjechië – Schotland                     | 0 – 1                                    | Vriendschappelijk                        |                                          |                                          |
| 7                                        | 29 maart 2016                            | Zweden – Tsjechië                        | 1 – 1                                    | Vriendschappelijk                        |                                          |                                          |
| 8                                        | 27 mei 2016                              | Tsjechië – Malta                         | 6 – 0                                    | Vriendschappelijk                        |                                          |                                          |
| 9                                        | 1 juni 2016                              | Tsjechië – Rusland                       | 2 – 1                                    | Vriendschappelijk                        |                                          |                                          |
| 10                                       | 5 juni 2016                              | Tsjechië – Zuid-Korea                    | 1 – 2                                    | Vriendschappelijk                        |                                          |                                          |
| 11                                       | 17 juni 2016                             | Tsjechië – Kroatië                       | 2 – 2                                    | EK 2016                                  |                                          |                                          |
| 12                                       | 31 augustus 2016                         | Tsjechië – Armenië                       | 3 – 0                                    | Vriendschappelijk                        |                                          |                                          |
| 13                                       | 4 september 2016                         | Tsjechië – Noord-Ierland                 | 0 – 0                                    | WK 2018 kwalificatie                     |                                          |                                          |
| 14                                       | 8 oktober 2016                           | Duitsland – Tsjechië                     | 3 – 0                                    | WK 2018 kwalificatie                     |                                          |                                          |
| 15                                       | 11 oktober 2016                          | Tsjechië – Azerbeidzjan                  | 0 – 0                                    | WK 2018 kwalificatie                     |                                          |                                          |
| 16                                       | 11 november 2016                         | Tsjechië – Noorwegen                     | 2 – 1                                    | WK 2018 kwalificatie                     |                                          |                                          |
| Als speler bij Millwall                  |                                          |                                          |                                          |                                          |                                          |                                          |
| 17                                       | 15 november 2018                         | Polen – Tsjechië                         | 0 – 1                                    | Vriendschappelijk                        |                                          |                                          |

Bijgewerkt op 22 juli 2025.